# ノイエ・チュルヒャー・ツァイトゥング
ノイエ・チュルヒャー・ツァイトゥング（ドイツ語: Neue Zürcher Zeitung、略称: NZZ）は、スイスのチューリッヒに本拠を置く主要ドイツ語日刊新聞の一つである。
1780年1月12日にチュルヒャー・ツァイトゥング (ドイツ語: Zürcher Zeitung) の名でザロモン・ゲスナー (Salomon Gessner) によって創刊され、1821年に現在の紙名に変更された。長い歴史をもつ有数の老舗である。国際関連ニュースと株式市場動向の詳細な解説で知られ、踏み込んだ内容の知的な記事を特徴としている。政治的にはスイス自由民主党に近い。
同紙の発行数は33万と少ないながらも、スイスを代表する高品位で影響力のある新聞として知られている。読者層の平均年齢が50歳を超え、発行数が緩やかな減少傾向にある。1946年にブラックレター書体の使用をやめた以外には、1930年代から大きな変更を紙面に加えていない。カラー写真を掲載しはじめたのも、主力紙としては珍しくここ2、3年のことである。紙面は国際ニュース、ビジネス、金融、文化に力を入れており、特集記事やライフスタイル関連はおさえ気味としている。
2002年には、専任編集スタッフによる NZZ日曜版 (ドイツ語: NZZ am Sonntag) を創刊し他紙の週末版と同様、平日版よりもエンターテインメントやライフスタイルを充実させた構成としている。
2005年には、創刊してから225年分の全紙面がスキャンされ、マイクロフィルムに収められた。ブラックレターを含んだ総ページ数2百万、データ容量70テラバイトのOCRに要した費用は60万ユーロ (マイクロフィルム画像一枚あたり 0.30€) にのぼった。スキャンされたデジタルアーカイブは全文検索が可能となったが、現地でのみ利用可能となっている。デジタル化は、スイスのザンクト・アウグスティンにあるフラウンホーファー協会のIAIS: 知的解析・情報システム研究所 (前 IMK: メディア通信研究所) によって行われた。